# IC 5275
IC 5275 — галактика типу *2 (подвійна зірка) у сузір'ї Пегас.
Цей об'єкт міститься в оригінальній редакції індексного каталогу.